# ハムゼ・アッ＝ダルドゥール
ハムゼ・アリ・ハレド・アッ＝ダルドゥール（アラビア語: حمزة الدردور、Hamzeh Al Dardour、Hamzeh Al DardoorまたはHamza Al Dardour、1991年5月12日 -）は、ヨルダン・アル・ラムサ出身のプロサッカー選手。ヨルダンリーグ・アル・フセインSC所属、ヨルダン代表。ポジションはFW。名前は地域によっては「ハムザ」。
日本語では、「ハムザ・アルダルドール」「ハムザ・アル・ダルドゥール」「ハムザ・アリ・ハレド・アル・ダルドル」と表記されることがある。

## 来歴

### クラブ
ヨルダンのラムサSCでデビュー。2011-2012シーズンの国内リーグ戦では13得点をあげ得点ランキング3位に入っている。
翌2012-2013シーズンはサウジのナジュラーン・クラブに所属しリーグ戦でチームトップの10得点を記録した。
2013-2014シーズンはラムサSCに戻り、13得点をあげ国内リーグ戦得点王となった。

### 代表
AFC U-19選手権2010出場。
AFCアジアカップ2011では、10代でただ一人代表メンバー入りを果たした。
西アジアサッカー選手権2012出場。
2014年に行われたAFC U-22アジア選手権2013ではキャプテンをつとめ、4得点を記録した。
AFCアジアカップ2015では、対パレスチナ戦で4ゴールを記録。

## タイトル

### 個人
- ヨルダンリーグ得点王：1回 (2013-14)